# ウセルカフのピラミッド

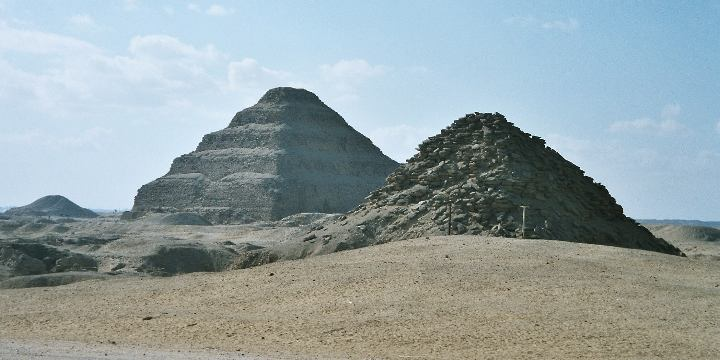
ジェゼル王のピラミッドの隣にあるウセルカフのピラミッド

ウセルカフのピラミッドは、サッカラにあるウセルカフのためのピラミッド複合体である。核は粗石でできているが、表面は化粧石で作られ、高さは49m、底面の一辺は73.5mである。現在は、円錐形の丘のように見え、ジェゼル王のピラミッドのすぐ北に位置する。
座標: 北緯29度52分25秒 東経31度13分08秒 / 北緯29.87361度 東経31.21889度